# 唯物史観
唯物史観（ゆいぶつしかん）は、「唯物論的歴史観」の略であり、史的唯物論（してきゆいぶつろん、独: Historischer Materialismus）と同義である。

## 概要
19世紀にカール・マルクスの唱えた歴史観である。その内容は「人間社会にも自然と同様に客観的な法則が存在しており、無階級社会から階級社会へ、階級社会から無階級社会へと、生産力の発展に照応して生産関係が移行していく」とする発展史観である。経済学者の松尾匡は、「唯物史観とは、一言で言えば、生産のあり方（＝「土台」）がうまくいくように、それに合わせて政治の仕組み（＝「上部構造」）は変っていくという見方です」としている。
かつては、唯物史観に基づく発展段階説が「客観的な歴史の必然法則」と見なされており、「共産主義がもっとも進んだ段階であるから、資本主義は共産主義に成るのは必然」とソ連の学会は主張していた。また、唯物史観は歴史学の理論として広く受け入れられていた。それにより、歴史事実の解釈を巡る論争にも発展していた。
ヘーゲル哲学の弁証法（矛盾から変化が起こる）を継承しており、人間社会の歴史に適用された唯物弁証法（弁証法的唯物論）とも言える。またフォイエルバッハやフランス唯物論者たちから唯物論を継承している。

## 定式化
マルクスは『経済学批判』の序言で唯物史観を定式化し、これを自らの「導きの糸」と呼んでおり、その内容は以下である。端的に言えば、下部構造が経済的に変化すると社会革命が起き、上部構造が変化することを述べ、その後で生産方式の分類を述べている。

## 考え方
経済発展段階説も参照。
資本主義経済の仕組みを分析したカール・マルクスは「歴史はその発展段階における経済の生産力に照応する生産関係に入り、生産力と生産関係の矛盾により進歩する」という考えに基づいて、唯物史観の概念を発展させた。生産関係とは、共同狩猟と食料の採集であり、封建領主と農奴の関係であり、資本主義段階における労働者と資本家の間に結ばれる契約というような概念である。マルクスは、生産様式、搾取、剰余価値、過剰生産、物神崇拝、資本の本源的蓄積などについて分析することで、19世紀当時の資本主義の論理を厳密に考察したのち、「資本主義はその内在する矛盾から必然的に社会主義革命を引き起こし、次の段階である共産主義に移行する」と考えた。ただ、全世界がそうなるのか、「アジア的生産様式」になっているアジア諸国は違うのか、それについてはマルクス経済学を受容する人々の間でも議論があった。スターリンの『弁証法的唯物論と史的唯物論』では、原始共産制→奴隷制→封建制→資本主義→社会主義に移行するとされ、「アジア的生産様式」そのものの存在が消された。小林良彰によれば、スターリン急死後は逆に「アジア的生産様式」論を捨て去った事自体がスターリニストの個人崇拝に過ぎないとされ、様々な説が乱立したという。
マルクスやマルクス主義者の理論は歴史の発展過程を以下のように説明する：
1. 社会の発展は、その社会のもつ物質的条件や生産力の発展に応じて引き起こされる。
2. 社会は、その生産力により必然的に一定の生産関係[注 2]に入る。それは社会にとって最も重要な社会的関係である。
3. 生産力が何らかの要因で発展すると、従来の生産関係との間に矛盾が生じ、その矛盾が突き動かす力により生産関係が変化（発展）する。これが階級闘争を生み出し歴史を突き動かす基本的な力であると考える。
4. 生産力や生産関係は、個々の人間の意図や意志とは独立して変化する。
5. 政治的法律的上部構造は、生産関係を中心とする経済のあり方（土台＝下部構造）に規定される。（下部構造が上部構造を規定する）
6. 今ある生産関係の形態がもはや生産力の発展を助けず、その足かせとなるとき、革命が起こる。

狩猟採集社会は、経済力と政治力が同じ意味を持つ組織であった。封建社会では、王や貴族たちの政治力は、農奴たちの住む村々の経済力と関係していた。農奴は、完全には分離されていない二つの力、すなわち政治力と経済力に結びつけられており、自由ではなかった。こうしたことを踏まえてマルクスは、「資本主義では経済力と政治力が完全に分離され、政府を通して限定的な関係をもつようになる」と述べた。

## 「アジア的生産様式」を巡る問題
歴史学会において、『経済学批判』の主張はかなり衝撃を持って受け止められた。特に学者たちが議論したのはマルクスが言う「アジア的生産様式」とは何ぞや、ということであった。『経済学批判』においてはこの件については簡単にしか触れられていなかったためである。1947年、日本のリベラル歴史学者のグループ歴史学研究会では、「アジア的生産様式」について討議会が行われたが決着を見なかった。
「歴史学研究会」の研究グループはマルクスの遺稿の中にあった未発表の草稿の中に、「アジア的生産様式」に関する記載があることを知り、経済学者を招いて再度討論を行っている。議論はその後も続き、いろいろな学者が解釈を発表した。
- 例えば服部之総は、「アジア的生産様式」は古代天皇制そのものだと述べ、マルクスは『古事記』などもよく知らなかったはずだが、それでいてこれほど優れた見解に到達するのは驚きだと述べ、マルクスの説を全面的に受容した。[5]
- ところが、塩沢君夫はこれと異なる見解を取った。塩沢はマルクスやエンゲルスの説を年代ごとに分析し、「マルクスはアジア的生産様式がドイツ（ゲルマン）やロシアでもあったという想定を行った」と考えた。[5]

しかしながら、「アジア的生産様式」説によれば中国に封建制はなかったことになるため、これまでの中国史の理屈はことごとく成り立たなくなってしまうこと、更にソ連共産党・中国共産党において「アジア的生産様式」論が否定されてしまったため、この理論は行き場を失ってしまった。
逆に反共の立場の学者、カール・ウィットフォーゲルはマルクスの問題提起を受けて「水力社会（水の理論）」を創案し、この理論は中国古代史の説として受容された。
アジア的生産様式論は一般読書人には「アジア的停滞」論として受け入れられた。例えば司馬遼太郎は歴史小説『項羽と劉邦』の後書きに於いて「中国では春秋戦国時代に急激な発展があり、秦漢の頃までに極度に古代文明が発展した後、中国文明はずっと古代のまま長い眠りについた」という「アジア的停滞」論に基づいて小説を書いていると述べている。
ただ、アジア的生産様式論は後にソ連共産党・中国共産党において否定されてしまったため、ウィットフォーゲルや司馬のような論は「反共理論」として異端の説扱いにされてしまった。しまいには日本のアカデミズムや左翼陣営について「アジア的生産様式」論を話すことさえ不快がられるに至った。歴史学者福本勝清の回想によれば、「中国研究所での勉強会でも長老たちは『アジア的生産様式など観念論に過ぎない。検討する価値など無い』と否定的だった」「中国に関心がある、旧左翼・新左翼、いわゆる親中国派の人々に中国の実情を話しても、人々は中国を理想化していたために、『あなたは中国の悪口をいうのか。そんなひどいところでよく過ごせたものだ』『中国のことは少々のことは大目に見るべきだ。革命後すぐに良くなる訳でもないだろう』と不快がって批判され、受け入れてもらえなかった。まして、実情を理論化したアジア的生産様式論により、伝統中国が封建制ではなかったことを話すことなど出来ることではなかった」という。

## 歴史学における展開
マルクスの理論提起を受け、歴史学者たちは唯物史観に基づいて歴史を解釈するようになり、それについて下記のような論争が生じた。
例えば、日本史学や中国史学の分野において下記のような論争があった。
- 中国史学では、特に中華人民共和国の学界において顕著な唯物史観受容が見られた。中華人民共和国では諸子百家が唯物史観に照らして進歩的・反動的に分けられ、はじめ郭沫若は孔子は進歩的で、墨子は反動的だと主張した。[11]

しかし、毛沢東は郭の説を批判し、法家が進歩的で唯物史観に即しており、儒家は「貴族や奴隷主の代表」、すなわち反動的地主（ブルジョア）勢力の代表だとした。すなわち、中国共産党の公式見解として「法家＝毛沢東思想」「儒家＝反中国共産党」という考え方が毛沢東統治時代に確立し、歴代の歴史は正義の法家と悪の儒家の闘争として解釈された。
絶対的権力者である毛沢東の主張に背いたことで、郭は自己批判を迫られ、自己の説を「私の説は焼き尽くすべきです。少しの価値もありません。」と否定させられた。
後の文化大革命では毛沢東の主張に沿って「儒法闘争史観」が作られ、いわゆる四人組も法家を標榜した。この時期、発掘調査で新発見された老子の馬王堆漢墓本と、孫子の銀雀山漢墓本も法家思想に結びつけて解釈された。逆に毛沢東と四人組との権力闘争に敗れた中国共産党内の負け組林彪・王明は儒家と見なされ、批判の対象となった。後には儒家の聖人「周公旦」と似た名を持つ周恩来も儒家とみなされ、「大儒」とあだ名され、四人組は「大儒を打倒せよ」「批林批孔批周公」という運動を起こしたが、民衆が周恩来を尊敬していたので余り成功しなかった。
郭沫若以外の中国の歴史学者も「アジア的生産様式」や奴隷制から封建制に移行する期間などについて研究を行ったが、研究成果がまとまる前に文化大革命でほとんど学者が追放されてしまい、毛沢東の指示で「歴史学は革命に奉仕せよ」ということになり、素人の労働者が歴史学会を支配するようになったため、議論は深まりを欠いた。この研究で現在残っているのは郭の『十批判書』と楊寛の『古史新探』だけである。楊寛は中国共産党中央の言う通りに次々に説を変えることで有名であり、被害をまぬがれた。
現在中国でも唯物史観に基づいて歴史を解釈する傾向は存続しているが、四人組失脚後の儒家に対する敵視はやわらいでいる。例えば孔子学院など。
- 日本史学では、戦前は明治維新が資本主義に基づくブルジョア革命か、革命でないものかについての「日本資本主義論争」が講座派・労農派の二派に分かれた大論争になっていた。講座派は革命ではない、と主張。それに対して労農派はブルジョア革命だと主張した。この資本主義論争は論争中にコミンテルンがしばしば解釈の変更を行ったために論争をリードした野呂栄太郎が自説を撤回するなど紆余曲折があったが、結論としては講座派の勝利となり、「封建制が強化され、天皇制絶対主義が確立されただけで民衆革命とは言い難い」ということとなった。歴史学者たちはこの結論に基づいて実証的研究を進めようとしたが、[18]その矢先に戦争に伴う思想統制が行われ、唯物史観研究が下火になったこともあり終了した。[19]

また、戦後の日本史の史学においては、先述の「アジア的生産様式」に対する議論を巡り石母田正が議論をリードしていった。詳細はアジア的生産様式の項目を参照。石母田が起こした「国民的歴史学運動」や、石母田の後継者である網野善彦も唯物史観の影響を受けている。「国民的歴史学運動」は、これまでの歴史著述は権力者の変遷をたどるのみだったことを反省し、民衆側からの歴史を編もうとする運動であった。この運動により、新たに民衆史という新たなジャンルが作られ「村の歴史」「工場の歴史」「母の歴史」「職場の歴史」などにスポットが当てられた。ただ、石母田の議論は「中国は一人の皇帝が多数の民衆を従えている奴隷制に近い「アジア的生産様式」国家だったために歴史の発展がなく、古代文明が花開いた後停滞し、逆に日本やモンゴル（特にモンゴル帝国・元王朝は奴隷制を克服して封建制や資本主義に進んだ」という結論に読めなくもないため、ナショナリズムに近いのではないかという批判も存在していた。
その後、民衆史の研究がさらに進むにつれ、1990年代には江戸時代の身分制度が従来考えられていたよりも柔軟だったこと、農民でも優秀であれば士分に取り立てられ武士になった人物が多かったことがわかり、従来の唯物史観は「貧農史観」を強調しすぎており、余りにも日本の民衆を貧しく捉えすぎていたのではないか？という反省が生じた。その研究をリードしたのは大石慎三郎である。また、小林良彰 (経済学者)のように「幕末時点で武士が民衆から学んだことにより、高杉晋作のような民衆とともに立ち上がり奇兵隊を創設して権力を打倒するような市民革命家も出ている。すなわち、講座派の『民衆革命とは言い難い』という説は誤りである」という説も出現した。ただし小林の説は国民的歴史学運動グループの影響を受けた「新しい歴史教科書をつくる会」グループから批判されており、その「つくる会」グループも講座派の史観を受け継ぐ「歴史学研究会」グループから批判されているため、結局は未だ結論がついていない。

## 批判
唯物史観への批判については、前述の中国史家・日本史家によるものの他、マックス・ヴェーバーや経済学者・政治哲学者マレー・ロスバードなどによるものなど多数ある。

## 文献資料

### 基本文献
- 『経済学批判』序言、猪俣津南雄訳、彰考書院、1946年マルクス著『経済学批判』、国立国会図書館デジタルコレクション
- 同書英訳版Marxists Internet Archive版の『経済学批判』（英文）
  - 岡崎次郎著。『世界大思想全集』河出書房、『経済学批判』大月書店国民文庫、『猿が人間になるについての労働の役割』大月書店国民文庫などに収録。
- 『ドイツ・イデオロギー』
  - 大月書店国民文庫、岩波文庫、新日本出版社古典選書などなどに収録。

### 関連文献
- 堺利彦『唯物史觀の立場から』三田書房、1919年8月。
- 三木清『唯物史觀と現代の意識』岩波書店、1928年5月。
- 河上肇『唯物史觀研究』弘文堂書房、1921年8月。
- 原光雄『唯物史観の原理』青木書店、1960年6月。
- 郭沫若『十批判書』、邦訳、野原四郎・佐藤武敏・上原淳道訳『中国古代の思想家たち』上・下巻、岩波書店刊行。上巻1953・下巻1957
- 武市健人『ニヒリズムと唯物史観』福村書店〈ロゴス新書〉、1947年10月。
- 田山春夫『われらの「社会学」：やさしい唯物史観』くれは書店、1948年6月。
- 服部之総『明治維新史：唯物史觀的研究』大鳳閣書房、1930年4月。
- 廣松渉『唯物史観の原像』三一書房〈三一新書737〉、1971年3月。
- 富沢賢治『唯物史観と労働運動：マルクス・レーニンの「労働の社会化」論』ミネルヴァ書房、1974年10月。
- 梅本克己『唯物史観と現代』岩波書店〈岩波新書〉、1967年9月。（第2版、1974年6月。ISBN 9784004120087）
- 中村静治『唯物史観と経済学』大月書店、1988年9月。ISBN 4272110608
- 滝村隆一『唯物史観と国家理論』三一書房、1980年5月。
- 影山光夫『唯物史観と変革の論理』こぶし書房、1971年7月。
- 影山光夫『唯物史観と経済学』こぶし書房、1973年6月。
- 淡野安太郎『初期のマルクス：唯物史観の成立過程』勁草書房、1956年11月。
- 潮文社編集部編『マルクス主義：唯物史観のホントとウソ』潮文社〈潮文社新書〉、1976年8月。
- 岩佐茂『人間の生と唯物史観』青木書店〈青木教養選書〉、1988年12月。ISBN 4250880494
- シノドス、2015年5月22日時点のオリジナルよりアーカイブ。2023年12月17日閲覧。
- 竹内実 「現代中國の歴史性 - 「儒法闘爭に學べ」 - 運動にみえる呂后、武則天讃美の論理とその挫折 -」京都大學人文科學研究所「東方學報」、1978
- 福本勝清「アジア的生産様式の発見 1946-1955」明治大学教養論集刊行会、2019